# ОШ „Вук Караџић” Тегошница
ОШ „Вук Караџић” у Тегошници, једна је од установа основног образовања на територији општине Власотинце, отворена 1970. године.
У почетку образовање у насељу се одвијало кроз истурена одељења Основне школе „Доситеј Обрадовић” у Свођу, али како није било школске зграде, настава је организована у приватним кућама, а са порастом броја одељења, и под шаторима, са оскудним школским инвентаром. Отварањем одељења петог и шестог разреда 1970. године, почиње да се реализује идеја о оснивању осмогодишње школе у Тегошници.
У новом руху школа је заблистала 1971. године, када је саграђена нова школска зграда, а четири године касније, она постаје самостална образовно-васпитна установа под данашњим именом. У свом саставу школа је имала истурена одељења у Јаковљеву, Добровишу, Доњем Гару и Горњем Ораху.